# Рис, Чарльз Уэйн
Чарльз Уэйн Рис (англ.: Charles Wayne Rees; 15 октября 1927, Египет — 21 сентября 2006, Великобритания) — британский химик-органик. Внёс большой вклад в развитие химии гетероциклов.

## Биография
Рис родился в Египте, в семье Дейзи Алисы (урожденной Бек) и Персиваля Чарльза Риса, служившего капралом в Королевской полевой артиллерии во время Первой мировой войны и затем занимавшего должность кадрового солдата в Британской армии в Египте до 1929 года, вернувшись впоследствии с семьей на родину. У него была старшая сестра Дейзи (1924—2007) и младший брат Джон (1936). Чарльз учился в начальной школе Эш-Вейл, а в 1939 году поступил в среднюю школу Фарнхема. Когда ему исполнилось 15 лет, умерла его мать. Окончив школу в 1944 году, Рис провел три года в качестве лаборанта Королевского авиационного НИИ Великобритании в Фарнборо, (позднее Саутгемптонский университет), где получил степень бакалавра в 1950, и доктора наук в 1953. Окончив Саутгемптон, Рис начал работать в докторантуре с Адрианом Альбертом, профессором медицинской химии в Школе медицинских исследований Австралийского Национального университета. В 1955 году Рис был назначен ассистентом лектора в Биркбекском колледже Лондонского университета, а спустя два года стал лектором в Королевском колледже Лондона. В 1965 году Рис стал профессором кафедры органической химии Лестерского университета, а позднее, в 1969 году, Ливерпульского университета. Последним местом работы был Имперский колледж Лондона, куда он перебрался после плодотворной работы в Ливерпуле в 1978 году. Выйдя официально на пенсию в 1993 году, Чарльз Рис продолжил заниматься научной и учебной деятельностью вплоть до самой смерти. За свою карьеру Чарльз Рис был наставником у около 150 молодых ученых, среди которых около 100 кандидатов наук и 50 докторантов и приглашённых ученых. В 1992 году Королевское химическое общество организовало симпозиум в честь 65-летия Чарльза Риса, в котором приняли участие более 350 человек, что свидетельствует о его высоком положении в химическом сообществе.

## Научная работа
В научной работе Чарльза Риса доминировали две основные темы: реакционные интермедиаты — нейтральные, электронно-дефицитные соединения, такие как карбены, нитрены и арины, и необычные кольцевые системы, в частности, напряженные кольца и новые ароматические системы.

### Ранние годы
На начальном этапе своей научной деятельности Чарльз Рис активно интересовался генерацией карбенов, нитренов и аринов и их применением в органическом синтезе. Чарльз помогал Хэю с реакциями солей арилдиазония (реакция Пшорра). В ходе этой работы ему удалось сгенерировать промежуточное дигидроароматическое соединение — арин Это стало началом его последующей работы по реакционным промежуточным соединениям
. В дальнейшем результаты исследований данных соединений позволили Рису синтезировать кофермент PQQ, ингибиторы фосфодиэстеразы PDE-I и PDE-II и противоопухолевый препарат CC-1065. Исследуя выделение азота из гетероциклов, Чарльзу совместно с Диком Сторром удалось получить азациклобутадиеновую кольцевую систему — реакционноспособное, антиароматическое кольцо, структура которого представляла большой интерес для теоретиков в то время. Перед тем, как покинуть Ливерпульский университет,Чарльз Рис открыл новую ароматическую систему — карбоциклический, трициклический [10]-аннулен — и продолжил исследование своего открытия уже в Имперском колледже Лондона.

### Поздняя часть
В более поздней части научной карьеры Риса преобладала ещё одна серия новых ароматических систем, но совершенно другой природы, а именно те, которые богаты атомами азота и серы. Начав с изучения реакций тетранитрида тетрасеры (S4N4) с органическими соединениями, Чарльз расширил список неорганических реагентов, использовав дитиодихлорид (монохлорид серы, S2Cl2) и триатиазилтрихлорид (N3S3Cl3) и получил различные S,N-содержащие кольцевые системы, впоследствии исследовав их химические свойства.

## Научно-организационная работа
Чарльз Рис был не просто уважаемым исследователем. В течение 2-х лет с июля 1992 он был президентом Королевского химического общества (КХО), был членом его Совета и многих собраний и комитетов. Чарльз был Президентом Перкинского отдела КХО и президентом Секции химии Британской ассоциации содействия развитию науки. Он также был членом Совета Королевского общества (1977-78) и в нескольких его комитетах, в том числе в Резерфордском мемориальном комитете (1980-86), Комитете по стипендиям для приглашенных ученых (1983-86), «Наука в развивающихся странах» (1989-93), Комитет по присуждению премий по физическим наукам (1996—1997 годы) и Комитет по присуждению премий им. Вольфсона(2001-06).
Чарльз Рис пользовался большим спросом в качестве консультанта и был экспертом в патентных делах. Его первая промышленная консультация началась в 1964 году в SmithKline & French (SK & F) в Уэлин-Гарден-Сити, а затем на их химическом производстве в Тонбридже. Коллеги из SK & F помнят, что Чарльз всегда был очень живым, с аналитическим складом ума, всегда мог чем-то пожертвовать, и был очень ценен в качестве консультанта. На удивление, он любил бродить по офисам и лабораториям, дабы провести время с отдельными химиками, особенно с младшими, воодушевляя их своим хорошим чувством юмора. Он много лет работал с Kodak, где его запомнили как самого популярного консультанта.

## Семейная жизнь, личные качества
В 1953 году женился на Патрисии Мэри Фрэнсис, познакомившись с ней ещё будучи студентом Саутгемптонского университета. У них родились три сына: Дэвид (1958), Джордж (1959) и Майкл (1961).
По словам одного из источников Kodak, Чарльз Рис был 
очень обаятельным и приятным человеком со старостветским шармом и харизмой, что редко встречалось в наши дни. Он всегда был очень полезен, где бы он ни предлагал варианты, которые могли бы решить наши проблемы, а его химическая память и умение вспомнить источники были действительно удивительными. Достижения, перечисленные выше, ничего не говорят о человеке. Мало того, что он выдающийся ученый, он был большим другом и коллегой для многих.
Сэр Джон Кадоган вспоминал:
Чарльз был ценным консультантом в SmithKline & French во время разработки первого противоязвенного препарата Cimetidine, про который, как правило в шутку, он любил говорить, что небольшая часть органической химии спасла Национальной службе здравоохранения бесчисленные миллионы, оставив большое количество язвенных хирургов без работы.
На протяжении всей своей академической карьеры Чарльза Риса поддерживала его жена Тришия в течение более 50 лет; их доброжелательность и щедрое гостеприимство для всех, особенно для молодых кандидатов наук, студентов, оценили и запомнили десятки исследователей. Традиция групповых пикников продолжалась в Лондоне, хотя в основном местами сбора были городские парки, а не более живописные окрестности Северного Уэльса. Приглашенных ученых развлекали в их лондонском доме, и каждый год перед январской однодневной встречей по гетероциклической химии Чарльз устраивал у себя фуршет.

## Награды и почести
- Тильденская медаль и лекция, Королевское химическое общество, член Королевского общества (1974)
- Награда Королевского химического общества в области гетероциклической химии (1980)
- Президент Перкинского отделения Королевского химического общества (1981)
- Педлеровская Медаль и лекция, Королевское химическое общество (1984)
- Президент Королевского химического общества (1992)
- Почетный доктор университета Лестера (1994)
- Международная премия в области гетероциклической химии, Кавалер Британского ордена в списке новых лет (1995)
- Член Королевского колледжа Лондона (1999)
- Почетный доктор университета Сандерленда (2000)